# 伊魯普通庫火山
20°43′55″S 68°33′08″W / 20.73194°S 68.55222°W

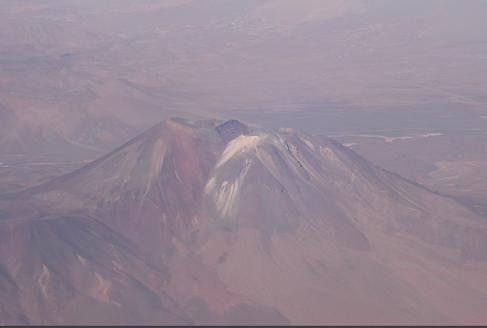

伊魯普通庫火山是南美洲的火山，位於玻利維亞和智利接壤的邊境，屬於安第斯山脈的一部分，海拔高度5,163米，最近一次火山噴發在1995年9月發生。